# Суперкубок Ірландії з футболу
Суперку́бок Ірла́ндії з футбо́лу — колишній турнір. Складався з півфіналів та фіналу. За результатами цих ігор команди отримували право на участь в єврокубках під егідою УЄФА. Проходив з 1998 по 2001 роки.

## Фінали
| Рік  | Переможець           | Фіналіст             | Півфіналісти              |
| ---- | -------------------- | -------------------- | ------------------------- |
| 1998 | Шемрок Роверс        | Сент-Патрікс Атлетік | Корк Сіті, Шелбурн        |
| 1999 | Сент-Патрікс Атлетік | Шелбурн              | Корк Сіті, Брей Вондерерс |
| 2000 | УКД                  | Богеміан             | Корк Сіті, Шелбурн        |
| 2001 | Шелбурн              | Богеміан             | Корк Сіті, Лонгфорд Таун  |

| Футбольний м'яч | Це незавершена стаття про футбол. Ви можете допомогти проєкту, виправивши або дописавши її. |